# Tomás de Torquemada
Tomás de Torquemada (Torquemada, 1420-Ávila, 16 de septiembre de 1498) fue un presbítero dominico español, confesor de la reina Isabel la Católica y primer inquisidor general de Castilla y Aragón en el siglo XV.
Principalmente a causa de la persecución, los musulmanes y los judíos de la España de la época encontraron social, política y económicamente conveniente convertirse al catolicismo (véase converso, morisco y marrano). La existencia de conversos superficiales (es decir, criptojudíos) fue percibida por los monarcas españoles de la época (los reyes Fernando e Isabel) como una amenaza para la vida religiosa y social de España. e hizo de Torquemada uno de los principales partidarios del Edicto de Granada que expulsó a los judíos de España en 1492.
Debido al uso generalizado de la tortura para obtener confesiones y a la defensa de la quema en la hoguera de los culpables, el nombre de Torquemada se ha convertido en sinónimo de crueldad, intolerancia religiosa y fanatismo.

## Biografía
Se desconoce la localidad natal de fray Tomás de Torquemada, aunque los historiadores han propuesto dos: el pueblo de Torquemada (Palencia) y Valladolid. Con seguridad, creció en la ciudad de Valladolid y, al igual que su tío Juan de Torquemada, célebre teólogo y cardenal, devino fraile dominico en el Convento de San Pablo de Valladolid. Es comúnmente aceptado que tenía ascendientes judíos. El cronista Hernando del Pulgar, contemporáneo de Torquemada y él mismo converso, al escribir sobre Juan de Torquemada en su libro Claros varones de Castilla de 1486, registra que: 

Sus agüelos fueron de linaje de los Judios convertidos á nuestra Santa Fé Católica.

No obstante, la afirmación de que Torquemada desciende de conversos ha sido y sigue siendo controvertida, un estudio realizado en 2020 de todos los ancestros de Juan de Torquemada, su tío, no encontró judíos conversos en su familia.
Parece ser que realizó algún tipo de estudios superiores en la Universidad de Salamanca, donde coincidió con Lope de Barrientos. Era aún joven cuando en 1452 fue destinado como prior al convento de Santa Cruz la Real de Segovia, donde comenzó a destacar por su celo organizativo. Coronada reina Isabel I de Castilla en 1474, Torquemada fue nombrado uno de los tres confesores personales que atendían las necesidades espirituales de los Reyes Católicos, en premio por sus destacados servicios como monje y erudito.

## Creación de la Inquisición

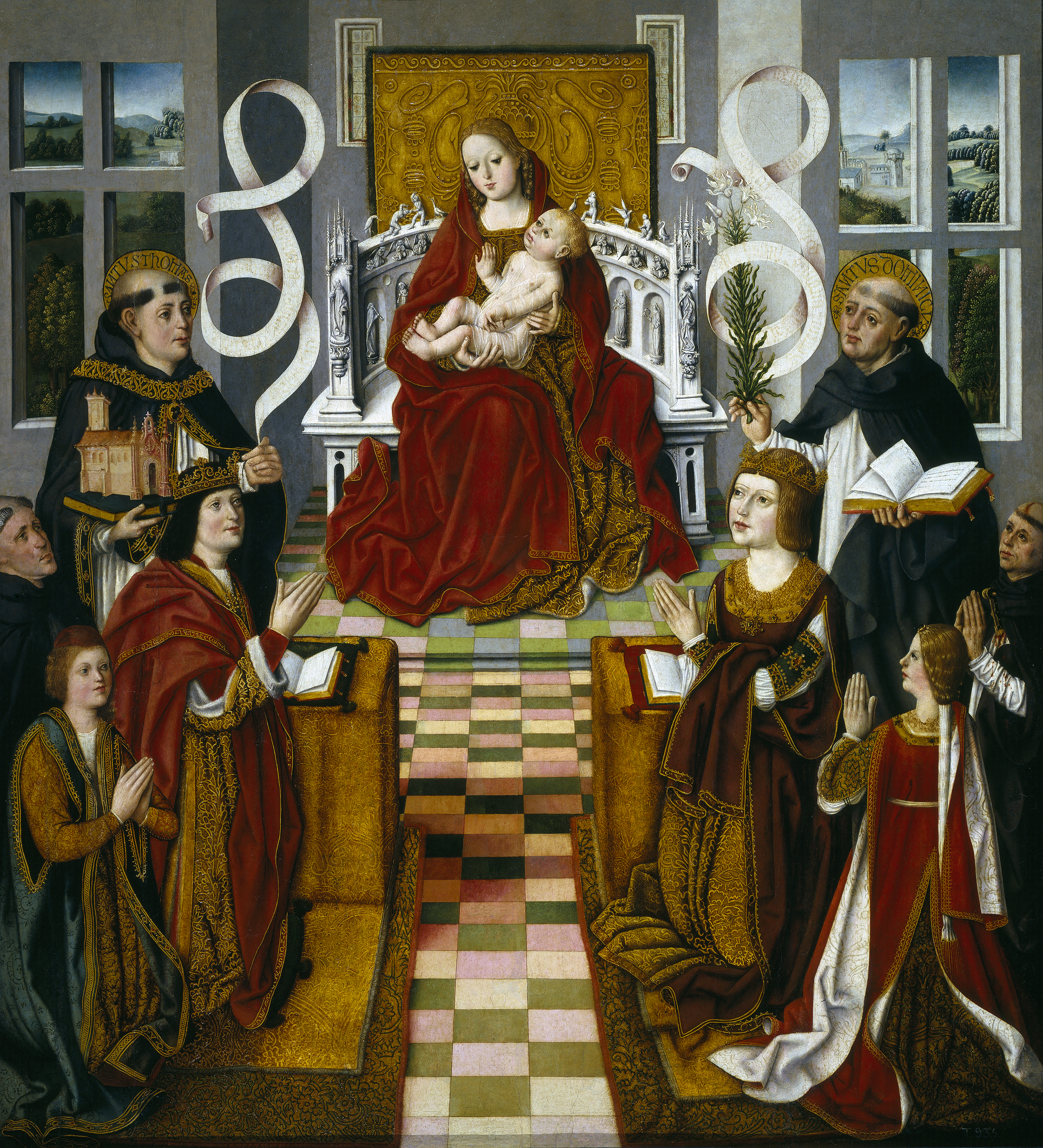
Cuadro Virgen de los Reyes Católicos en el que aparecen los reyes Fernando de Aragón e Isabel de Castilla junto con los inquisidores generales Tomás de Torquemada y Pedro de Arbués.

Durante la estancia de la reina Isabel I de Castilla en Sevilla entre 1477 y 1478, el dominico sevillano Alonso de Ojeda, prior del convento de San Pablo, la convenció de la existencia de prácticas judaizantes entre los conversos andaluces. Un informe, remitido a instancias de los soberanos por el cardenal Mendoza, arzobispo de Sevilla, y por Tomás de Torquemada, vino a corroborar las sospechas. Para descubrir y acabar con todos los falsos conversos, en 1478, los reyes solicitaron bula papal para la creación del Tribunal de la Inquisición del Santo Oficio, como dependencia directa de la Corona. El 1 de noviembre de 1478 el papa Sixto IV promulgó la bula Exigit sincerae devotionis affectus, por la cual quedaba constituida la Inquisición para la Corona de Castilla.
En un principio, la actividad inquisitorial se limitó a las diócesis de Sevilla y Córdoba, donde se sospechaba que habría detectado el foco de conversos judaizantes. El primer auto de fe se celebró en Sevilla el 6 de febrero de 1481, donde fueron quemados vivos seis detenidos acusados de judeoconversos. El sermón lo pronunció el propio Alonso de Ojeda, bajo cuyos atentos desvelos había resurgido la Inquisición. Tras diversos problemas en la organización y aplicación de los nuevos poderes inquisitoriales, el papa Sixto IV nombró a Tomás de Torquemada para el cargo de inquisidor general en 1483 a instancias de la reina Isabel.
Al poco tiempo, el 17 de octubre de 1483, Torquemada fue nombrado por el papa Inocencio VIII «Inquisidor General del Principado de Cataluña, de la ciudad y del obispado de Barcelona». En 1484 Torquemada redactó el reglamento común que debía guiar las acciones de los inquisidores. La posterior extensión de su poder efectivo sobre la Corona de Aragón fue facilitada por el asesinato del inquisidor Pedro de Arbués en 1485 en Zaragoza, atribuido por las autoridades a una comunidad de herejes y judíos. Tras la gran repercusión social de este asesinato, la población comenzó a colaborar con el papado.
Pocos años después, el supuesto asesinato ritual del llamado Santo Niño de La Guardia en 1491, igualmente atribuido sin pruebas a un colectivo de judíos, pudo influir en la proclamación del Edicto de Granada, que ordenó la proscripción de todos los judíos de España para el 2 de agosto de 1492, y del que se le considera más que probable autor.
En 1493 se retiró al convento de Santo Tomás de Ávila, donde en 1498, a la edad de 77 o 78 años, acaeció su muerte.

## Valoraciones
Existe muy poca información sobre la vida de Torquemada, razón por la cual ha sido objeto de diversas apreciaciones. Se han destacado sus dotes de eficiente administrador, así como su integridad, su capacidad de trabajo y su insobornabilidad.

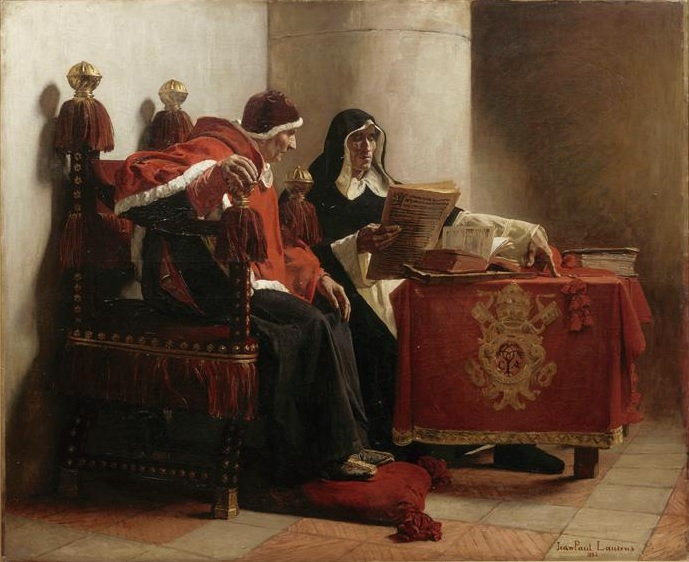
Jean-Paul Laurens, Le pape et l'inquisiteur, 1882. Museo de Bellas Artes de Burdeos.

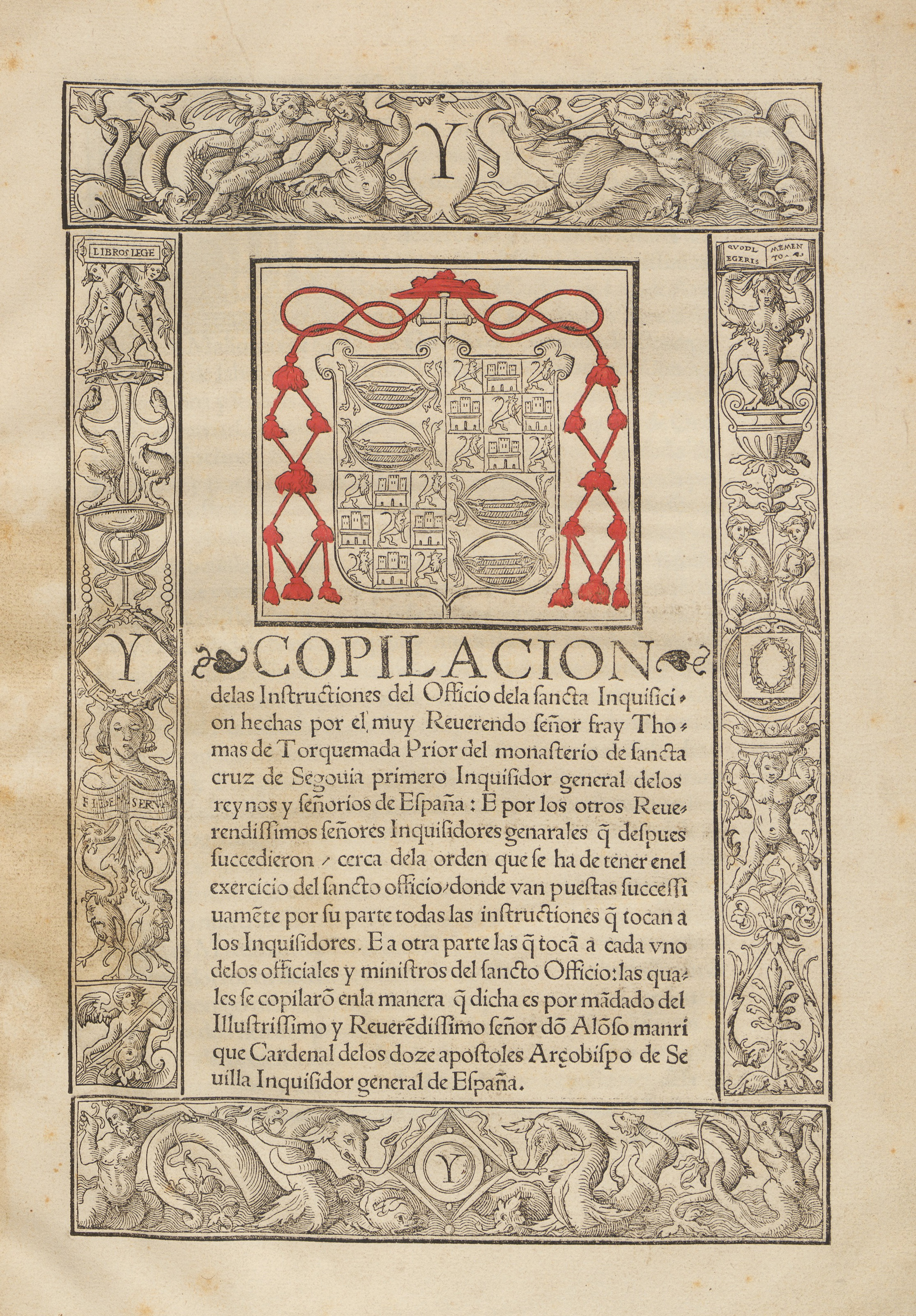
Compilación de las instrucciones del oficio de la Santa Inquisición hechas por el muy Reverendo señor fray Thomas de Torquemada…, 1537.

Por una parte, se dice que era piadoso y austero: no quiso ser arzobispo de Sevilla, no comía carne, vestía con sencillez, no usaba lino como ropa de cama y ayudó a su hermana a ingresar en un convento de beatas dominicas en lugar de concederle dote para el matrimonio. Por otra parte, vivía en lujosos palacios atendido por numerosos criados, viajaba protegido por un séquito de cincuenta caballeros y doscientos cincuenta infantes, y acumuló una gran fortuna, procedente en parte de bienes confiscados a los herejes perseguidos, que gastó en ampliar el monasterio de Santa Cruz de Segovia y en erigir en Ávila el magnífico monasterio de Santo Tomás de Aquino.

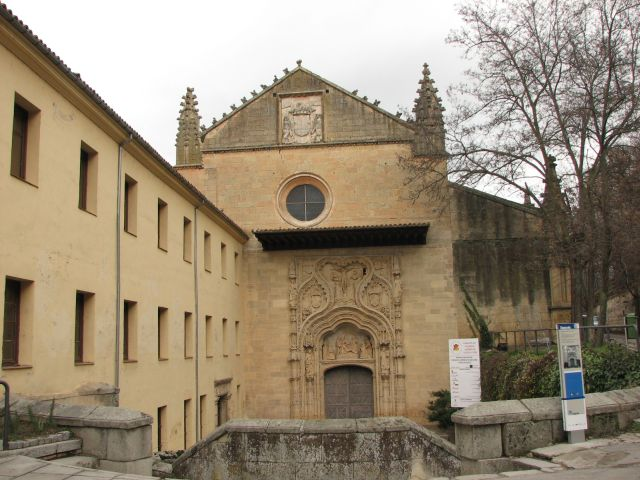
Fachada gótica del convento de Santa Cruz la Real de Segovia.

Al mismo tiempo, el nombre de Torquemada, como parte de la Inquisición española, se ha convertido en un apodo para describir la crueldad y el fanatismo al servicio del catolicismo fundada en hechos históricos y en la Leyenda negra de la Inquisición española. El cronista coetáneo Sebastián de Olmedo lo describió como:

el martillo de los herejes, el relámpago de España, el protector de su país, el honor de su orden.

Para evitar la propagación de las herejías, Torquemada, al igual que se hacía en toda Europa, promovió la quema de literatura no católica, en particular bibliotecas judías y árabes.
Juan Antonio Llorente, primer historiador del Santo Oficio, asegura que durante su mandato fueron quemadas más de diez mil personas y un número superior a otras cien mil sufrieron penas infamantes. Henry Kamen ofrece otras cifras y considera que, hasta 1530, el número de personas ejecutadas por la Inquisición fue alrededor a dos mil.
Al parecer, aparece retratado detrás del rey Fernando en la tabla de la Virgen de los Reyes Católicos.